# Zyprischer Fußballpokal 1947/48
Der Zyprische Fußballpokal 1947/48 war die elfte Austragung des zyprischen Pokalwettbewerbs. Er wurde vom zyprischen Fußballverband ausgetragen. Das Finale fand am 1. Februar 1948 im GSP-Stadion von Nikosia statt.
Pokalsieger wurde AEL Limassol. Das Team setzte sich im Finale gegen Titelverteidiger APOEL Nikosia durch. 
Alle Begegnungen wurden in einem Spiel ausgetragen. Bei unentschiedenem Ausgang wurde das Spiel um zweimal 15 Minuten verlängert. Stand danach kein Sieger fest, folgte ein Wiederholungsspiel auf des Gegners Platz.

## Teilnehmer
| First Division (5)                                                                   |
| ------------------------------------------------------------------------------------ |
| - AEL Limassol - AYMA Nikosia - APOEL Nikosia - Olympiakos Nikosia - Lefkoşa Türk SK |

## Viertelfinale
Die Spiele fanden am 18. Januar 1948 statt.
|                    | Ergebnis |              |
| ------------------ | -------- | ------------ |
| AEL Limassol       | 4:0      | AYMA Nikosia |
| APOEL Nikosia      | Freilos  |              |
| Olympiakos Nikosia | Freilos  |              |
| Lefkoşa Türk SK    | Freilos  |              |

## Halbfinale
|               | Ergebnis |                    |
| ------------- | -------- | ------------------ |
| AEL Limassol  | 3:2      | Olympiakos Nikosia |
| APOEL Nikosia | 8:1      | Lefkoşa Türk SK    |

## Finale
| Paarung        | AEL Limassol – APOEL Nikosia |
| Ergebnis       | 2:0 (0:0) |
| Datum          | 1. Februar 1948 |
| Stadion        | GSP-Stadion, Nikosia |
| Schiedsrichter | Faik Mouftizate |
| Tore           | 1:0 Panikos Aradipiotis (82.) 2:0 Panikos Aradipiotis (84.) |
| AEL Limassol   | Karabet Karogian – Giorgos Kinas, Misak Kesisian – Christos Nikolaou „Ittalos“, Loizos Pantelides, Achilleas Zambas – Panikos Aradipiotis, Andreas Papadimas, Costas Vasileiou, Panayiotis Ksistaras, Christos Vouras.                   |
| APOEL Nikosia  | Giorgos Mouskis – Takis Tsiges, Takis Aristeidou – Agisilaos Tsialis, Andreas Pavlou „Keremezos“, Gogakis Karagiannis – Kostas Limpouris, Takis Sokratous „Zetas“, Andreas Stavrinides „Siantris“, Pampos Avraamides, Lellos Geogriades. |